# 1985년 로스앤젤레스 영화 비평가 협회상
제11회 로스앤젤레스 영화 비평가 협회상은 1985년 12월 14일에 발표되어 1986년 1월 23일에 열린 시상식이다.

## 수상 및 후보

### 작품상
- 브라질

### 감독상
- 브라질 - 테리 길리엄 수상

### 남우주연상
- 거미 여인의 키스 - 윌리암 허트 수상

### 여우주연상
- 아웃 오브 아프리카 - 메릴 스트립 수상

### 남우조연상
- 프렌티 - 존 길구드 수상
- 슈팅 파티 - 존 길구드 수상

### 여우조연상
- 프리찌스 오너 - 안젤리카 휴스턴 수상

### 각본상
- 브라질 - 테리 길리엄 수상
- 브라질 - 찰스 맥케온 수상
- 브라질 - 톰 스톱파드 수상

### 촬영상
- 아웃 오브 아프리카 - 데이비드 웟킨 수상

### 음악상
- 란 - Toru Takemitsu 수상

### 외국어영화상
- 란 - 구로사와 아키라 수상
- 오피셜 스토리 - 루이스 푸엔조 수상

### 독립영화상
- 피어 오브 엠티네스 - Rosa Von Praunheim 수상

### 특별공헌상
- 쇼아 - 콜드 란즈만 수상